# 인릉산
인릉산(仁陵山)은 대한민국 서울특별시의 서초구와 경기도 성남시에 걸쳐 동서향으로 뻗어내린 산으로 해발 327m의 산이다.

## 인릉산 이야기
인릉산이란 산이름은 북쪽에 위치한 순조의 능인 인릉의 조산(朝山)으로 나와 있기 때문에 붙여진 이름이라 여겨진다. 인릉은 대모산 기슭에 위치하고 있는데 조선 23대 임금인 순조와 왕비 순원왕후 김씨의 능이다. 원래 대모산은 모양이 늙은 할미와 같다 하여 할미산으로 불리다가, 조선 태종의 헌릉이 자리하면서 '노파'보다는 '어미'라 부르는 것이 낫다는 세종의 어명에 의해 대모산으로 부르게 되었다고 전해진다.

## 같이 보기
- 한국의 산
- 서울의 산 목록
- 서울특별시의 지질